# El asistente
El asistente es una película de comedia argentina de 2023 dirigida por Augusto Tejeda. Narra la historia de dos jóvenes que buscan sanar su dolor emocional a través de un viaje aventurero luego de un intento de suicidio. Está protagonizada por Rodrigo Noya, Luis Cao, Florencia Raggi, Luis Rubio y Bárbara Vélez. La película se estrenó el 1 de marzo de 2023 en Star+.

## Sinopsis
Cuenta la historia de Miguel, un joven que es abandonado por su prometida en el día del casamiento, por lo que toma la decisión de suicidarse, pero esa noche se encuentra con Jimmy, un rockero extravagante que también busca hacer lo mismo. Sin embargo, cambian de parecer cuando uno de ellos tiene una visión y deciden embarcarse en un viaje para encontrar a un monje que los puede ayudar a superar su malestar emocional.

## Elenco
- Rodrigo Noya como Miguel
- Luis Cao como Jimmy
- Florencia Raggi como Pato
- Luis Rubio como Luis
- Bárbara Vélez como Mónica
- Fabio Alberti como el Comisario
- Federico Morosini como Lemmy

## Recepción

### Comentarios de la crítica
La película recibió críticas medianamente positivas por parte de la prensa. Jules Tosello de Cine argentino hoy mencionó «El asistente es un buen film para pasar el rato» y «entretiene con su propuesta bizarra estilo road movie». Juan Pablo Russo de Escribiendo cine señaló que «la trama es original y los personajes están bien desarrollados», sin embargo, «la película a veces se siente un poco arrastrada» y «la historia tarda en arrancar y en algunos momentos fallan los giros propuestos». Catalina Dlugi de El portal de Catalina destacó el trabajo del director mencionando que «la dirección le otorga ritmo a la película» y que «Luis Cao construye perfecto a su personaje».